# Alectryon excelsus
Alectryon excelsus (маорийское название — титоки (маори tītoki) — вид из рода Алектрион (Alectryon) семейства Сапиндовые (Sapindaceae). Эндемик Новой Зеландии.

## Подвиды
В составе вида выделяются два подвида:
- Alectryon excelsus subsp. excelsus;
- Alectryon excelsus subsp. grandis (эндемик островов Три-Кингс).

## Распространение
Alectryon excelsus произрастает на островах Северный и Южный (от местечка Те-Паки до полуострова Банкс). Предпочитает плодородные почвы с хорошим дренажем, часто встречается на аллювиальных почвах вдоль побережья рек. Является одним из основных компонентов прибрежных лесов. Широко распространён на островах залива Хаураки.
Подвид Alectryon excelsus subsp. grandis встречается только на архипелаге Три-Кингс, где также является одним из основных растений прибрежных лесов.

## Биологическое описание

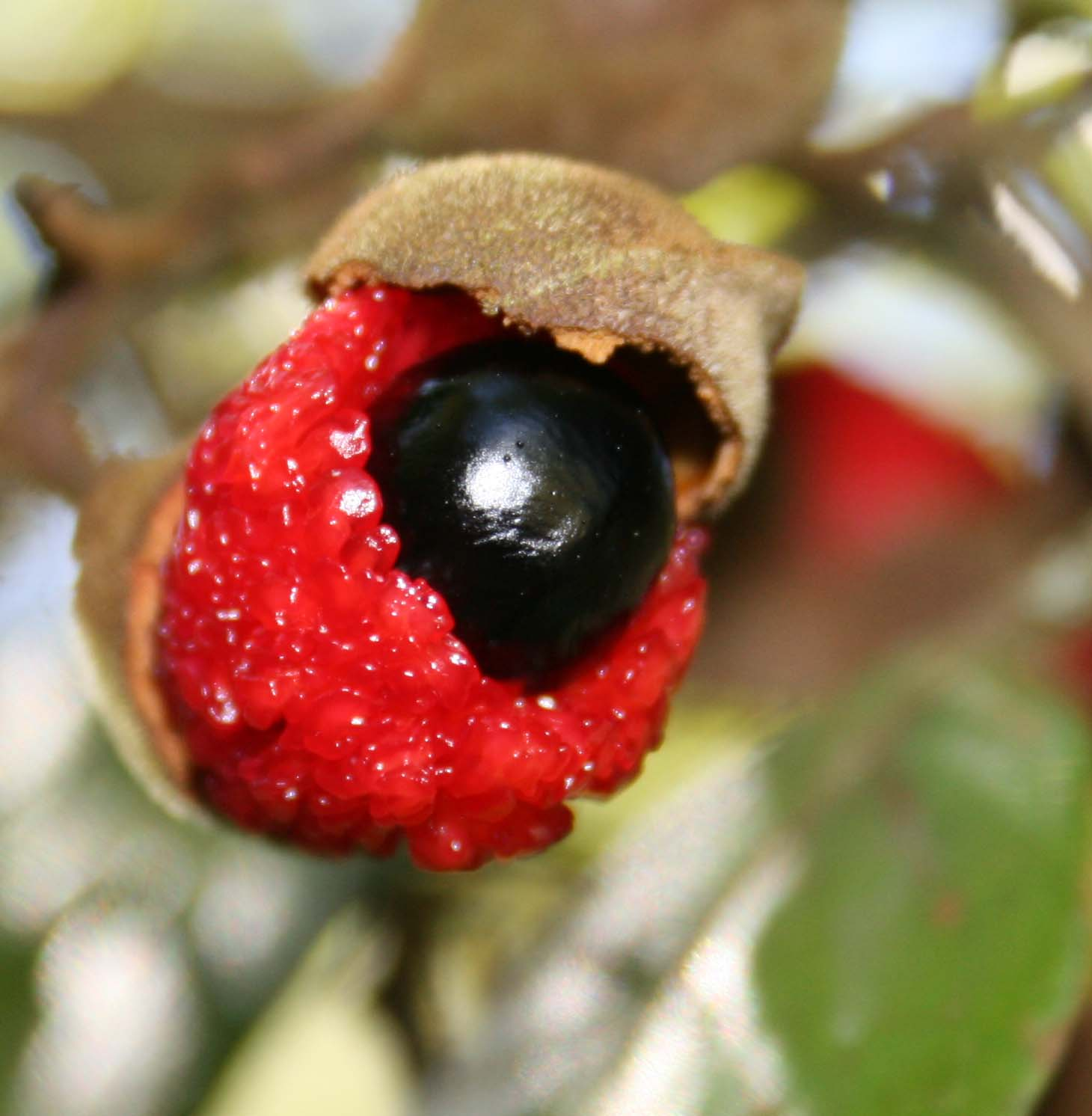
Плод.

Alectryon excelsus представляет собой дерево высотой до 20 м с раскидистой кроной. Кора коричневая.
Ветки плотные, стоячие. Побеги, цветки, плоды и листья покрыты многочисленными бархатистыми волосками. Взрослые листья тёмно-зелёного цвета, изначально глянцевые, по мере взросления становятся матовыми. Непарноперистые, чередующиеся, длиной 80-260 мм. 3-7 пар листовых пластинок длиной 45-105 мм, шириной 19-40 мм. Листовые пластинки полукожистые, ланцетные, вытянутые или слегка овальные, кончики часто заострённые (изредка тупые).
Соцветия внепазушные, длиной 90-120 мм, представляют собой маловетвящиеся метёлки. Цветение длится с октября по декабрь. Цветки двуполые или тычиночные (мужские). Лепестки отсутствуют. Тычинок в двуполых цветках — 5-8, в мужских — 6-10, тёмно-красного цвета. Плодоношение с ноября по август. Плод бесчерешковый, с 1-2 долями, длиной 14-20 мм, шириной 9-14 мм. Семя имеет размеры 7-10 × 4-8 мм, чёрное, блестящее, окружено ярко-красным мясистым образованием.
Подвид Alectryon excelsus subsp. grandis представляет собой более кустарник или мелкое дерево, с несколькими стволами, с глянцевыми листья, с 2-4 парами широких продолговатых или овальных листовых пластинок.

## Использование
Древесина растения легко обрабатывается, в прошлом широко использовалась при изготовления рукояток различных инструментов, хомутов и в каретостроении.
Представители коренного новозеландского народа, маори, также использовали семена дерева для производства масла, которое применялось при ушных болях и болезнях глаз, а также при кожных заболеваниях.